# زمالة الأمير عبد القادر
زمالة الأمير عبد القادر أو طاقين،أو الزمالة إحدي بلديات دائرة قصر الشلالة بولاية تيارت الجزائرية

## التسمية
تعود تسمية البلدية نسبة للعاصمة المتنقلة المسماة بالزمالة الخاصة بدولة الاميرعبدالقادر التي حطت بالمنطقة والتي كانت تسمى بطاقين

### عاصمة الأمير عبد القادر:
هي عاصمة الأمير عبد القادر الزمالة هو اسم عاصمة الأمير عبد القادر، لكنها لم تكن عاصمة مثلما هو متعارف عليه فيها بنايات وشوارع ومعالم حضرية وحضارية، لقد كانت "الزمالة" مجموعة من الخيام الكثيرة جدّا المتوزّعة على شكل دوائر، وفي كل دائرة قبيلة.
أهم ما يمّيز هذه العاصمة أنها ليست ثابتة في موقع جغرافي محدّد بل هي متنقّلة، أما السبب الذي دفع الأمير إلى ابتكار هذا التنظيم فهو حرمان فرنسا من إسقاطها، باعتبار العاصمة رمزا لأية دولة، وكان الأمير يحسب لهذh الأمر حسابه في دولته المترامية من غرب الجزائر إلى وسطها.

## معرض صور

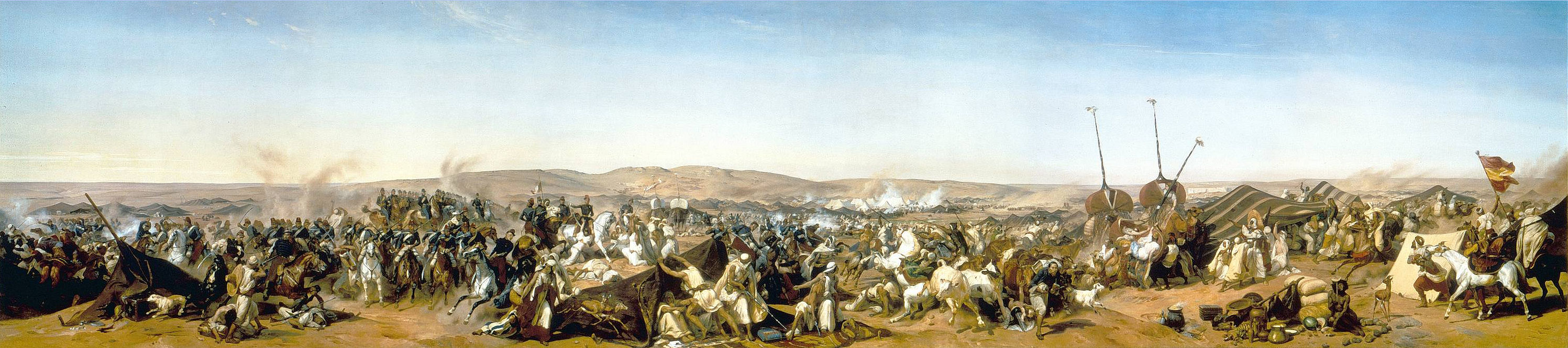
لوحة للفنان هوراس فيرنيه تصور معركة الزمالة بقيادة الأمير عبد القادر في 16 مايو 1843

## المواصلات
- الطريق الوطني رقم 120

## وصلات خارجية
- بلديـة زمالة الأمير عبد القادر